# Кубок домашних наций 1903
Кубок домашних наций 1903 (англ. 1903 Home Nations Championship — Чемпионат домашних наций 1903) — 21-й в истории регби Кубок домашних наций, прародитель современного регбийного Кубка шести наций. Турнир прошёл с января по март. Чемпионом Кубка домашних наций в 6-й раз в своей истории стала Шотландия, завоевавшая и Кубок Калькутты за победу над Англией, и Тройную корону (в четвёртый раз).

## Итоговая таблица
| Место | Сборная   | Игры    | Игры   | Игры  | Игры      | Очки в матчах | Очки в матчах | Очки в матчах | Очки в турнире |
| Место | Сборная   | Сыграно | Победы | Ничьи | Проигрыши | Забито        | Пропущено     | Разница       | Очки в турнире |
| ----- | --------- | ------- | ------ | ----- | --------- | ------------- | ------------- | ------------- | -------------- |
| 1     | Шотландия | 3       | 3      | 0     | 0         | 19            | 6             | +13           | 6              |
| 2     | Уэльс     | 3       | 2      | 0     | 1         | 39            | 11            | +28           | 4              |
| 3     | Ирландия  | 3       | 1      | 0     | 2         | 6             | 21            | −15           | 2              |
| 4     | Англия    | 3       | 0      | 0     | 3         | 11            | 37            | −26           | 0              |

## Сыгранные матчи
- 10 января 1903, Суонси: Уэльс 21:5 Англия
- 7 февраля 1903, Эдинбург: Шотландия 6:0 Уэльс
- 14 февраля 1903, Дублин: Ирландия 6:0 Англия
- 28 февраля 1903, Эдинбург: Шотландия 3:0 Ирландия
- 14 марта 1903, Кардифф: Уэльс 18:0 Ирландия
- 21 марта 1903, Ричмонд: Англия 6:10 Шотландия